# Turó de la Glòria (Lviv)

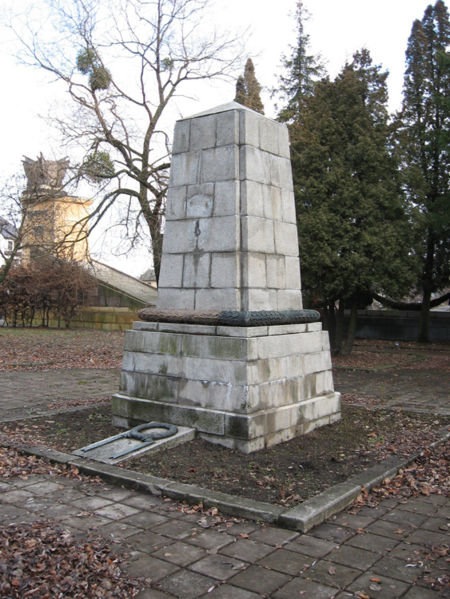
La tomba dels combatents russos de la Primera Guerra Mundial

El Turó de la Glòria, (en rus: Холм Славы, en ucraïnès: Пагорб Слави) és un monument i cementiri militar a Lviv, Ucraïna. És a prop del cementiri Litxakovski i el parc Litxakovski. El Turó de la Glòria acull les tombes d'aquells qui van lluitar per Rússia durant la Primera Guerra Mundial i d'aquells que van lluitar per la Unió Soviètica durant la "Gran Guerra Patriòtica" (Segona Guerra Mundial). El cementiri s'estén en una àrea total de 0,76 ha. Des de 1984 és una obra de l'art i la jardineria i des de 2002, és Monument Nacional d'Ucraïna.

## Història
El lloc va ser inaugurat per Ievlogui (Gueorguievski), arquebisbe de Volínia el 1915, quan aquí van ser enterrats prop de 5.000 dels combatents russos ortodoxs (hi ha una parcel·la reservada per als soldats musulmans. A l'abril del 1915 prop 15.000 habitants de Lviv van participar en la processó i la pregària en memòria dels combatienses russos.
En els anys 1920 el consell municipal de Lviv, que en aquells dies formava part de Polònia, ordenà canviar l'emplaçament del cementiri i el 1938, destruir el monument.
El 1945 arquitectes de Lviv com A. Natalchenko, G. Shvetsko-Vinetsky i I. Persikov desenvoluparen el projecte del nou panteó.

## Actualitat
Al centre del turó s'hi emplaça un cercle (amb 26 tombes), dividit pel "Carrer dels Herois", i a la dreta i l'esquerra hi ha 255 tombes individuals i 3 fosses comunes. Entre les tombes hi ha les restes de 28 Herois de la Unió Soviètica. Entre 1960 i 1990, prop del panteó, va funcionar el museu del Turó de la Glòria.
Aquí hi ha sepultats:
- Nikolai Ivànovitx Kuznetsov, agent d'intel·ligència soviètic i guerriller,
- Alexander Martxenko, qui va alçar la bandera vermella en el consell municipal de Lviv el 1944,
- Semyon Alaiev, que va inutilitzar les mines que van deixar els alemanys perquè explotessin al centre de Lviv.

El Turó de la Glòria està cura dels membres del Centre Cultural Rus a Lviv.